# مونتفورت (ويسكونسن)
مونتفورت (بالإنجليزية: Montfort, Wisconsin)‏ هي قرية تقع في الولايات المتحدة في مقاطعة غرانت (ويسكونسن). يقدر عدد سكانها بـ 718 نسمة ومساحتها 1.40 كم2وترتفع عن سطح البحر 338 متر.

## التركيبة السكانية
قام مكتب تعداد الولايات المتحدة بتحديد بيانات التركيبة السكانية لمونتفورت في تعداد الولايات المتحدة. في ما يلي، التركيبة السكانية حسب تعدادي 2000 و2010.

### تعداد عام 2000
بلغ عدد سكان مونتيسوما 191 نسمة بحسب تعداد عام 2000، وبلغ عدد الأسر 71 أسرة وعدد العائلات 48 عائلة مقيمة في القرية. في حين سجلت الكثافة السكانية 1,660.7 نسمة لكل ميل مربع (641.2/كم2). وبلغ عدد الوحدات السكنية 80 وحدة بمتوسط كثافة قدره 695.6 نسمة لكل ميل مربع (268.6/كم2).
وتوزع التركيب العرقي للقرية بنسبة 98.43% من البيض و 1.57% من عرقين مختلطين أو أكثر.
بلغ عدد الأسر 71 أسرة كانت نسبة 35.2% منها لديها أطفال تحت سن الثامنة عشر تعيش معهم، وبلغت نسبة الأزواج القاطنين مع بعضهم البعض 54.9% من أصل المجموع الكلي للأسر، ونسبة 9.9% من الأسر كان لديها معيلات من الإناث دون وجود شريك، وكانت نسبة 31.0% من غير العائلات. تألفت نسبة 23.9% من أصل جميع الأسر من أفراد ونسبة 12.7% كانوا يعيش معهم شخص وحيد يبلغ من العمر 65 عاماً فما فوق. وبلغ متوسط حجم الأسرة المعيشية 3.12، أما متوسط حجم العائلات فبلغ 2.69.
بلغ العمر الوسطي للسكان 38 عاماً. وكانت نسبة 28.8% من القاطنين تحت سن الثامنة عشر، وكانت نسبة 11.0% بين الثامنة عشر والأربعة وعشرون عاماً، ونسبة 24.6% كانت واقعةً في الفئة العمرية ما بين الخامسة والعشرون حتى والأربعة وأربعون عاماً، ونسبة 19.9% كانت ما بين الخامسة والأربعون حتى الرابعة والستون، ونسبة 15.7% كانت ضمن فئة الخامسة والستون عاماً فما فوق. يوجد لكل 100 أنثى 87.3 ذكر، ويوجد لكل 100 أنثى في الثامنة عشر من عمرها فما فوق 83.8 ذكر.
بلغ متوسط دخل الأسرة في القرية 41,094 دولار، أما متوسط دخل العائلة فبلغ 48,750 دولار. وكان متوسط دخل الذكور 31,250 دولار مقابل 19,583 دولار للإناث. وسجل دخل الفرد الخاص بالقرية 17,917 دولار. وكانت نسبة 2.6% من العائلات ونسبة 10.3% من السكان تحت خط الفقر، وكان من هؤلاء نسبة 10.0% تحت سن الثامنة عشر ولا أحد منهم في الخامسة والستين من العمر وما فوق.

### تعداد عام 2010
بلغ عدد سكان مونتفورت 718 نسمة بحسب تعداد عام 2010، وبلغ عدد الأسر 279 أسرة وعدد العائلات 192 عائلة مقيمة في القرية. في حين سجلت الكثافة السكانية 1,329.6 نسمة لكل ميل مربع (513.4/كم2). وبلغ عدد الوحدات السكنية 298 وحدة بمتوسط كثافة قدره 551.9 لكل ميل مربع (213.1/كم2).
وتوزع التركيب العرقي للقرية بنسبة 98.6% من البيض و 0.8% من الأمريكيين الأفارقة.
بلغ عدد الأسر 279 أسرة كانت نسبة 34.1% منها لديها أطفال تحت سن الثامنة عشر تعيش معهم، وبلغت نسبة الأزواج القاطنين مع بعضهم البعض 53.8% من أصل المجموع الكلي للأسر، ونسبة 10.0% من الأسر كان لديها معيلات من الإناث دون وجود شريك، بينما كانت نسبة 5.0% من الأسر لديها معيلون من الذكور دون وجود شريكة وكانت نسبة 31.2% من غير العائلات. وبلغ متوسط حجم الأسرة المعيشية 2.98، أما متوسط حجم العائلات فبلغ 2.56.
بلغ العمر الوسطي للسكان 35.9 عاماً. وكانت نسبة 24.8% من القاطنين تحت سن الثامنة عشر، وكانت نسبة 10.5% بين الثامنة عشر والأربعة وعشرون عاماً، ونسبة 24.5% كانت واقعةً في الفئة العمرية ما بين الخامسة والعشرون حتى والأربعة وأربعون عاماً، ونسبة 28.3% كانت ما بين الخامسة والأربعون حتى الرابعة والستون، ونسبة 11.8% كانت ضمن فئة الخامسة والستون عاماً فما فوق. وتوزع التركيب الجنسي للسكان بنسبة 50.6% ذكور و49.4% إناث.